# Aeropuerto de Cox's Bazar
El Aeropuerto de Cox's Bazar  (en bengalí: কক্সবাজার বিমানবন্দর) (IATA: CXB, ICAO: VGCB) es un aeropuerto nacional en la ciudad turística de Cox's Bazar, al sureste del país asiático de Bangladés. El espacio sirve a los turistas en su mayoría locales y extranjeros.
El aeropuerto se encuentra en proceso de ser actualizado a un aeropuerto internacional, con el fin de atraer a más turistas,  que hará que sea el cuarto aeropuerto internacional en esa nación.
Las dos fases de la actualización, harán que el aeropuerto sea capaz de ofrecer mejores instalaciones para el estacionamiento, el aterrizaje y despegue de los aviones de fuselaje ancho. Todo el proyecto se estima tiene un costo de 6 mil millones de Takas bangladesíes. 